# Erik Jöransson
Erik Jöransson var en svensk guldsmed under slutet av 1500- och början av 1600-talet.
Erik Jöransson omtalas första gången 1573 och sägs 1587 vara ålderman i guldsmedsskrået. Samma år fick han ut betalning för arbete med "koppartäcket" till Johan III:s "kungsmak" på Stockholms slott, redan 1582 arbetade han för hovet då han erhöll betalning för två halsband åt kungens hundar. Han omtalas sista gången som husägare i Stockholm 1620. Bland hans arbeten märks de två "förskiörten" på Karl IX:s begravningsrustning och beslag till hans likkista utförda 1611 samt en välkomna åt Stockholms skräddarämbete som nu finns på Nordiska museet.